# Amsacta cardinalis
Aloa cardinalis là một loài bướm đêm thuộc phân họ Arctiinae, họ Erebidae.